# De Zeven Provinciën (1909)
«Зевен Провінсієн» ― броненосець берегової оборони, останній і найбільший корабель цього класу у Королівського флоту Нідерландів. Офіційно  «pantserschip», «броньований корабель». Названий на честь флагманського корабля адмірала де Рюйтера.

## Конструкція
Розвиток проєкту «Якоб ван Гемскерк», розміри якого зросли задля розміщення 280 міліметрових гармат, найпотужніших у Королівському флоті Нідерландів. 
Водночас поява «Дредноута» зробила відповідний корабель морально застарілим уже в момент появи.

## Служба
Починаючи з 1921 року корабель служив у Нідерландській Ост-Індії.
З огляду на рішення про зниження посадових окладів моряків та скориставшись перебуванням більшості офіцерів на березі 4 лютого 1933 року команда здійснила заколот та самостійно вийшла у море, заарештувавши тих офіцерів, які залишилися на борту. Повсталі передали вимоги щодо підвищення заробітної платні, урівняння окладів голландців та індонезійців. 
Задля припинення бунту були направлені крейсер та два есмінці, а також гідролітаки Dornier Do J. З літаків по радіо передали ультиматум про здачу за 10 хвилин, а після цього атакували корабель 50 кілограмовими бомбами. Одна з них вразила радіорубку. Загинув 21 член екіпажу, загинули чи зазнали поранень всі організатори повстання. Решта моряків негайно вивісили білі прапори. 
Повстання викликало значний політичний резонанс. Корабель після нього був перейменований на «Сурабаю».
18 лютого 1942 року, за кілька днів перед початком битви в Яванському морі, «Сурабая» була потоплена японськими бомбардувальниками Mitsubishi G4M  у гавані міста, на честь якого корабель був перейменований ― Сурабаї.